# Робчуки
Робчуки — деревня в Голышмановском городском округе Тюменской области. Входит в состав Усть-Ламенскокого сельского поселения.

## География
Деревня находится на берегу реки Лама. Автобусное сообщение, маршрут 843.
Часовой пояс
Деревня, как и вся Тюменская область, находится в часовой зоне МСК+2. Смещение применяемого времени относительно UTC составляет +5:00.

## Население
| 2010 |
| ---- |
| 97   |